# YON EXPO
『YON EXPO』（ヨン・エキスポ）は04 Limited Sazabysのライブビデオ。2020年1月22日に日本コロムビアよりDVDとBlu-ray Discで発売。

## 概要
2019年9月29日にさいたまスーパーアリーナにてバンド史上最大規模のキャパシティ で開催されたワンマンライブ「YON EXPO」の模様が収録されている。
早期予約特典として2020年卓上カレンダー、購入者特典は対象店舗で先着でYON EXPOのB2ポスターを、各種オンライン利用での購入者にはオリジナルステッカーが特典として付属する。

## 収録曲
Disc 1
1. Now here, No where
2. Warp
3. kitchen
4. Cycle
5. message
6. My HERO
7. fiction
8. Montage
9. Chicke race
10. midnight cruising
11. Galapagos
12. me?
13. swim
14. labyrinth
  - Shineまでアコースティックでの演奏となる

15. hello
16. Shine
17. Utopia
18. Alien
19. discord
20. Horizon
21. Puzzle
22. Letter
23. milk
24. Feel
25. monolith
26. Squall〈Encore〉
27. remember[Encore〉
  - 演奏終了後、偽のエンドロールに「Soup」が流れる。

28. Give me〈Encore〉

Disc 2
- DOCUMENT OF ＂YON EXPO＂